# Фердинанд Шернер
Фердинанд Шернер (нім. Ferdinand Schörner; нар. 12 червня 1892, Мюнхен — пом. 2 липня 1973, Мюнхен) — німецький воєначальник часів Третього Рейху, генерал-фельдмаршал (1945) Вермахту. Кавалер Pour le Mérite (1917), Лицарського хреста Залізного хреста з дубовим листям, мечами та діамантами (1945). Командував гірськими, танковими з'єднаннями та оперативними об'єднаннями під час Європейських кампаній та в ході війни з Радянським Союзом. Наприкінці війни керував військами низки груп армій на Східному театрі воєнних дій. Єдиний з гітлерівських вищих воєначальників, який пройшов шлях від солдата до генерал-фельдмаршала.

## Біографія

### Ранні роки
Шернер народився 12 червня 1892 року в Мюнхені в Баварському королівстві в родині офіцера поліції. У жовтні 1911 року Шернер розпочав свою військову кар'єру відразу після закінчення середньої школи, пішовши на військову службу на посаду волонтера-рядового до лейб-гвардійського Баварського піхотного полку терміном на один рік. Відслуживши належний термін і отримавши звання молодшого лейтенанта запасу, звільнився з лав армії. Після цього продовжив навчання в Мюнхенському, Лозаннському і Гренобльському університетах, вивчаючи філософію та іноземні мови за фахом шкільного вчителя.

### Перша світова війна
У 1914 році з початком Першої світової війни, Шернер, отримавши ранг віце-фельдфебеля, повернувся до свого полку; вже в листопаді 1914 року він отримав тимчасове офіцерське звання лейтенанта. Брав участь в боях на Західному і Італійському фронтах, бився під Верденом (1916), потім — в Румунії і знову в Італії, де командував ротою гірських стрільців.

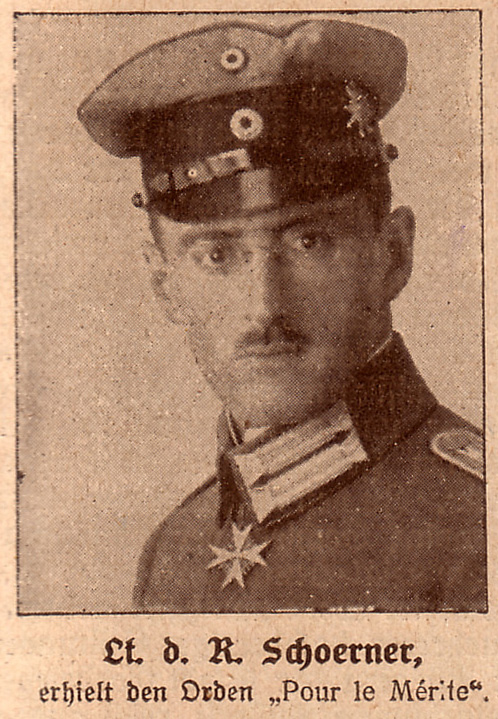
Лейтенант Фердінанд Шернер — герой битви при Капоретто

Особливо відзначився при штурмі гірської фортеці Монте-Колонрат в ході битви при Капоретто, в якій Шернер командував 12-ю ротою лейб-гвардійського Баварського піхотного полку. 5 грудня 1917 за мужність, проявлену в цій битві він був удостоєний вищої бойової нагороди кайзерівської Німеччини — ордена Pour le Mérite. У 1918 році знову на Західному фронті, важко поранений у боях під Реймсом. Після лікування був відправлений на Балканський фронт, де його і застав кінець війни. Майже всю Першу світову війну він провів в гірсько-піхотних частинах. За бойові заслуги Шернер був нагороджений Залізними хрестами обох ступенів, двома баварськими і одним австрійським орденами. Протягом Першої світової війни був тричі поранений, завершив її в званні обер-лейтенанта та залишився на військовій службі в рейхсвері.
Військова кар'єра
- жовтень 1911 — волонтер
- 1 квітня 1912 — єфрейтор
- 1 серпня 1912 — унтер-офіцер
- 22 травня 1913 — віце-фельдфебель
- 29 листопада 1914 — лейтенант (тимч.)
- 26 грудня 1917 — лейтенант
- 15 липня 1918 — обер-лейтенант
- 1 серпня 1926 — гауптман
- 14 серпня 1934 — майор
- 16 березня 1937 — оберст-лейтенант
- 27 серпня 1939 — оберст (тимч.)
- 30 січня 1940 — оберст
- 17 грудня 1941 — генерал-майор
- 28 лютого 1942 — генерал-лейтенант
- 15 травня 1942 — генерал гірсько-піхотних військ
- 20 травня 1944 — генерал-полковник
- 5 квітня 1945 — генерал-фельдмаршал

### Інтербеллум
Після розпуску кайзерівської армії залишений на службі в рейхсвері. У 1919 році Фердинанд Шернер приєднався до Добровольчого корпусу полковника Ф. фон Еппа, у складі якого брав участь у придушенні революції в Баварії і Рурі, а також в боях з поляками в Сілезії. Надалі служив у 19-му піхотному полку (Мюнхен), командир роти.
Симпатизував нацистському руху з самого початку його зародження в Німеччині. Одночасно був членом кількох націоналістичних організацій. У 1922 році проведено в капітани. У 1923 році, як це не парадоксально, брав участь в придушенні «Пивного путчу» нацистів у Мюнхені. Однак, вже в 1924 році вступив в лави нацистської партії (НСДАП). На початку 1930-х років переведений в гірсько-піхотні війська (Альпійський корпус), командир батальйону, майор (1934). У 1934—1937 роках служив у Генеральному штабі. У 1937 році підвищений в оберст-лейтенанти і призначений командиром 98-го гірсько-піхотного полку (м. Міттенвальд).
Брав участь в аншлюсі Австрії та окупації Судетської області.

### Друга світова війна

#### Європейські кампанії
Безпосередньо перед початком Другої світової війни Шернер отримав звання оберста. Як командир 98-го єгерського полку брав участь у Польській компанії Вермахту, де особливо відзначився 13 вересня 1939 в боях під Львовом, під час опануванні висот біля міста. Потім на чолі свого полку у Французькій кампанії бився на території Бельгії та Франції.
У червні 1940 року призначений командиром знов сформованої 6-й гірсько-піхотної дивізії і незабаром підвищений в генерал-майори (1 серпня 1940 року). Після завершення Французької кампанії 1940 року дивізія Шернера була перекинута до Польщі, де входила до складу окупаційних військ. Навесні 1941 року Ф. Шернер на чолі з'єднання бере найактивнішу участь у Балканській кампанії.
Дивізія Шернера вела бойові дії в Греції, відзначилася при прориві «лінії Метаксаса», опанувала м. Лариса і захопила гору Олімп. 20 квітня 1941 року нагороджений Лицарським хрестом Залізного хреста за прорив грецької оборони. 27 квітня 1941 Шернер у взаємодії з 2-ю танковою дивізією зайняв столицю Греції — Афіни, надалі брав участь у захопленні острова Крит.
Дивізія Шернера залишалася в Греції до осені 1941 року.

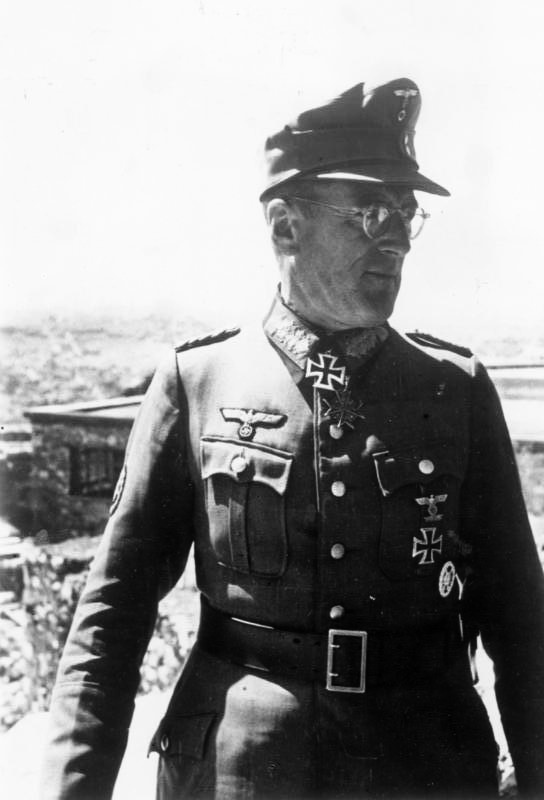
Оберст Фердінанд Шернер в Греції на руїнах Акрополя. Квітень 1941

#### Німецько-радянська війна
У жовтні 1941 року 6-ту гірсько-піхотну дивізію перекидають в Заполяр'я. На Східному фронті вона увійшла до складу гірського корпусу «Норвегія» (згодом перейменований в 19-й гірський корпус), що діяв на Мурманському напрямку в Лапландії. Особливо відзначився 21 грудня 1941 при відбитті наступу радянських військ у грудні 1941 року, за що був проведений в генерал-лейтенанти і 15 січня 1942 року призначений командиром гірського корпусу «Норвегія». У квітні 1942 року знову відбив великий наступ росіян. 1 червня 1942 Фердінанд Шернер отримав чин генерала гірсько-піхотних військ.
У жовтні 1943 року Гітлер несподівано призначив Шернера командиром 40-го танкового корпусу в Україну, попри те, що той не мав ні відповідної підготовки, ні досвіду командування танковими з'єднаннями. Незабаром Шернер очолив армійську групу «Нікополь», до складу якої, крім його корпуса, входили ще 3 армійські корпуси. Перед цією групою Гітлер поставив завдання обороняти Нікопольський плацдарм на Дніпрі. Вибір фюрера, мабуть, ґрунтувався на тому, що Шернер до того часу зумів проявити себе, як один з найбільш видатних в німецькій армії організаторів міцної оборони і майстром ведення оборонних дій. Його 2-річний досвід ведення успішної оборони в суворих умовах Крайньої Півночі був високо оцінений верховним командуванням вермахту. І Шернер виправдав довіру Гітлера, завзято утримуючи Нікопольський плацдарм протягом 4 місяців. Він був залишений німцями тільки тоді, коли у лютому 1944 радянські війська обійшли його, створивши загрозу оточення. Незважаючи на винятково складні умови обстановки (сильне бездоріжжя, потужний натиск радянських військ, які прагнули замкнути кільце оточення), Шернеру вдалося вивести основну масу своїх військ з-під удару противника на захід і врятувати їх від неминучої загибелі. Оборона Нікопольського плацдарму принесла Шернеру славу талановитого воєначальника. У лютому 1944 року він був призначений начальником штабу націонал-соціалістичного керівництва при головному командуванні сухопутних військ. Його основне завдання на цій посаді полягала в розповсюдженні нацистської ідеології серед особового складу сухопутних військ. Проте вже через 1,5 місяця він вступив у конфлікт з всемогутнім шефом НСДАП М. Борманом і залишив цей пост.
7 квітня 1944 року за рекомендацією Г. Гіммлера Гітлер підвищив Шернера в генерал-полковники і призначив командувачем групи армій «A», яка незабаром була перейменована на групу армій «Південна Україна». В цей час розбиті Червоною Армією на Півдні Україні німецькі війська в безладді відступали до Дністра. Суворими заходами новому командувачу вдалося відновити порядок у військах і створити новий фронт оборони по р.Дністер, на якому наступ радянських військ було зупинено. Серед прийнятих Шернером заходів був і відданий їм наказ, згідно з яким частини і підрозділи, котрі 
самовільно залишили свої позиції, підлягали негайному розстрілу за боягузтво.
Як командувач військами Вермахту на південному фланзі радянсько-німецького фронту Шернер відповідав за усі війська на півдні України. Ізольована радянськими військами в Криму 17-та польова армія була приречена. Розуміючи це, Шернер запропонував Гітлеру евакуювати її, а Крим залишити, але отримав відмову. У травні 1944 року 17-та армія була знищена радянськими військами в Криму. Винуватцем цього нищівного для вермахту розгрому був оголошений командувач 17-ю армією. 5 липня 1944 Шернер здав командування групою армією «Південна Україна» генералу Й. Фріснеру, а сам 25 липня був призначений командувачем групи армій «Північ» в Прибалтиці, де обстановка для німецьких військ на той час склалася критична.

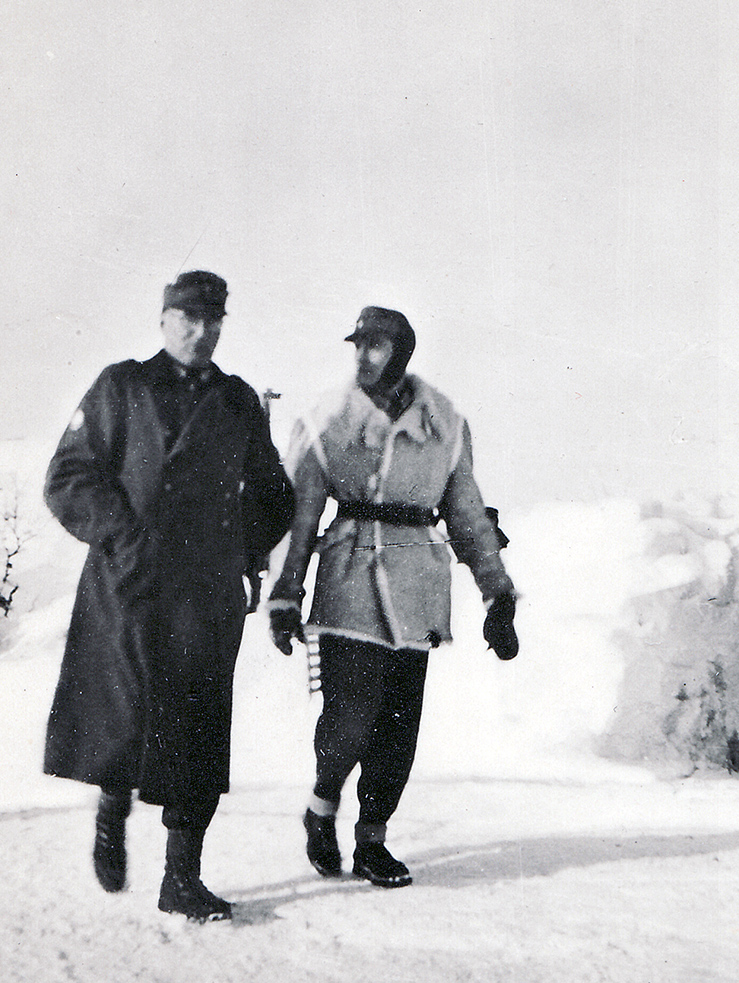
Ф. Шернер на інспекції військ в Лапландії

Радянські війська 1-го Прибалтійського фронту, що наступали, досягли узбережжя Балтійського моря і відсікли в Прибалтиці угруповання німецьких військ від Східної Пруссії. В цих умовах Шернер жорсткими заходами вдалося утримати фронт в Прибалтиці від повного розвалу. Щоб скоротити ширину фронту оборони, для утримання якого сил у нього було явно недостатньо, Шернер запропонував Гітлеру залишити Естонію, але отримав відмову. 14 вересня 1944 Червона Армія розпочала наступ в Прибалтиці по всьому фронту. У лічені дні оборона ворога звалилася. Майже вся територія трьох прибалтійських республік Радянського Союзу була звільнена від гітлерівських окупантів. Залишки групи армій «Північ» були заблоковані в Курляндії. В ході цієї оборонної операції Шернер допустив велику оперативну помилку, що значно прискорило поразку німецьких військ у Прибалтиці. Він проігнорував пропозицію начальника Генерального штабу сухопутних військ генерала Г. Гудеріана про посилення свого правого флангу і неправильно використовував 3-тю танкову армію, яка перед цим пробила коридор до групи армій «Північ» і відновила її зв'язок зі Східною Пруссією. В результаті на початку жовтня 1944 року радянські війська завдали потужного удару в районі Клайпеди, розгромили німецьку 3-тю танкову армію і остаточно відсікли групу армій «Північ» від основних сил німецького Східного фронту. Правда, всі спроби радянських військ ліквідувати «Курляндський котел» наприкінці 1944 були Шернером відбиті.
Гітлер високо оцінив заслуги Шернера на Східному фронті в 1943—1944 роках, нагородивши його дубовим листям і мечами до Лицарського хреста, а 1 січня 1945 удостоїв найвищою бойовою нагороди нацистської Німеччини — діамантів до Лицарського хреста. У Третьому рейху таку нагороду мали тільки 27 осіб, з них лише 4 фельдмаршала. Шернер був останнім з них.
17 січня 1945 Гітлер призначив свого улюбленця командувачем групи армій «Центр» у Польщі та Словаччини. Положення цього угруповання німецьких військ на той час було катастрофічним. Оборона її в багатьох місцях була зламана, і радянські війська стрімко розвивали успіх в глибину. Драконівськими заходами Шернер намагався зупинити втечу своїх військ. Лютували військово-польові суди, за вироками яких були повішені багато десятків солдатів і офіцерів, що не продемонстрували належної стійкості в боях або втекли з фронту. Але всі зусилля Шернера виявилися марними. Його спроба утримати Сілезію — останню військово-промислову базу Німеччини після розбитого і розбомбленого союзної авіацією Рура — також закінчилася невдачею.

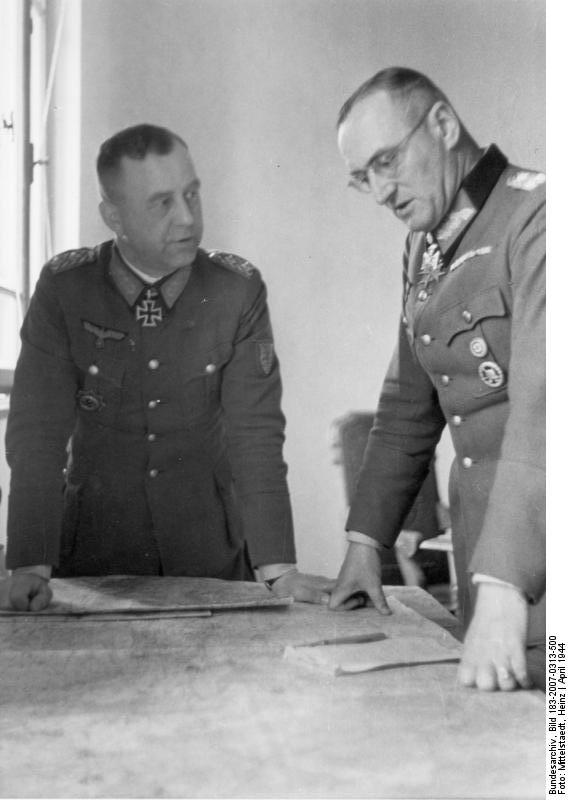
Ф. Шернер з генералом Отто Велером

Залишки розгромлених Червоною Армією військ Шернера відступили до Чехословаччини і Саксонії. Тут група армій «Центр» (колишня група армій «A») була приведена в порядок і відновила свою боєздатність. Її чисельність зросла до 600 тис. чоловік. На початок весни 1945 року це було найпотужніше з усіх угруповань німецьких військ. Пояснювалося це тим, що Гітлер, як його переконав в цьому Шернер, вважав найбільш ймовірним нанесення Червоною Армією навесні 1945 року удару не на Берлін, а на Прагу і Відень.
5 квітня 1945 року Гітлер присвоїв Шернеру звання генерал-фельдмаршала та призначив командувачем стратегічного об'єднання, що захищало Берлін. 16 квітня почалася Берлінська операція. У 2-й половині квітня Шернер зробив кілька спроб перейти в наступ, щоб полегшити становище німецьких військ на берлінському напрямку, але змінити загальну несприятливу для Вермахту оперативно-стратегічну обстановку він не зміг. Всі його досягнення звелися лише до ряду приватних успіхів.
30 квітня 1945 року своїм останнім наказом Гітлер призначив Шернера головнокомандувачем сухопутними військами Вермахту, передавши йому таким чином свій пост, який обіймав з грудня 1941 року. Однак вступити в нову посаду Шернеру так і не вдалося. В останні дні війни він був лише номінальним головнокомандувачем, продовжуючи командувати своєю групою армій.
Наприкінці квітня 1945 року група армій «Центр» була оточена радянськими військами на схід від Праги. Фердінанд Шернер командував обороною німецьких військ на території Чехословаччини в рамках Празької операції, намагаючись затримати наступ частин Червоної армії та надати час іншим частинам вермахту відступити на захід та здатися у полон американським військам. 7 травня, віддавши своїм військам наказ прориватися на Захід, який був швидше схожий на заклик «Рятуйся, хто як може!», Шернер кинув підлеглих і на легкому літаку вилетів у бік Баварських Альп. Досі не ясно, чи виконував він останню волю Гітлера, згідно з якою Шернер повинен був сформувати на Півдні Німеччини нову армію й очолити оборону так званої Альпійської фортеці, або ж це було звичайнісіньке дезертирство, банальна спроба врятувати власну шкуру. На користь останньої версії свідчить і той факт, що в останні дні війни, як свідчать очевидці, Шернер зовсім втратив завжди притаманні йому бойовий дух і рішучість, виглядав морально пригніченою людиною. Але як би там не було, а сотні тисяч солдатів і офіцерів групи армій «Центр», кинуті своїм командувачем напризволяще, вважали втечу Шернера з котла зрадою.

### Повоєнний період
Дістатися до Баварії Шернер не вдалося. В Австрії його літак здійснив вимушену посадку. Через кілька днів Шернер, що намагався сховатися в сільській місцевості у маленькому містечку в Тіролі, був пізнаний місцевими жителями, і за їх інформацією затриманий німецькими військовослужбовцями, які 18 травня 1945 року передали його американцям. Незабаром американське командування видало Шернера представникам радянської влади. Утримувався в Бутирській, Лефортовській та Володимирській тюрмах.
11 лютого 1952 року засуджений до 25 років утримання в таборах. У квітні того ж року Президія Верховної Ради СРСР пом'якшила вирок вдвічі до 12,5 років, однак, вже 7 січня 1955 року Шернер був переданий ФРН, де звільнений з-під варти. 1957 року суд у Мюнхені визнав його винним «у загибелі 4,5 тисяч німецьких солдатів, стратах без судового розгляду» та засудив до 4,5 років позбавлення волі. Після звільнення у 1963 році жив у Мюнхені.
Фердинанд Шернер помер 2 липня 1973 року у віці 81 року, останнім з усіх генерал-фельдмаршалів Третього Рейху.

## Роль Фердінанда Шернера в історії
Шернер був передостаннім з німецьких генералів, що отримали під час Другої світової війни з рук Гітлера фельдмаршальський жезл. Це сталося за місяць з невеликим до капітуляції гітлерівської Німеччини. Власно присвоєння Шернеру найвищого у німецькій армії військового звання саме в цей період здається більш ніж дивним. Ймовірно, воно було не більше ніж черговою примхою нацистського диктатора, що остаточно втратив перед своїм безславним кінцем контроль над собою і своїм вчинками. Якщо раніше звання фельдмаршала присвоювалося воєначальникам, як правило, тільки за видатні військові заслуги, то в цьому конкретному випадку все було навпаки. Як командувач групою армій Шернер не виграв жодної битви, а протягом останніх 13 місяців війни, коли він займав цей пост, зазнавав тільки поразки. Тому і вагомих підстав для підвищення його у фельдмаршали начебто не було, але… така була воля фюрера, який за 3 дні до свого самогубства назвав Шернера «єдиною людиною, що показав себе справжнім воєначальником на всьому Східному фронті». Пояснення цьому алогічному феномену, імовірно, слід шукати в тому, що Гітлеру імпонувало поєднання в Шернері нацистського фанатизму з крайньою жорстокістю, його готовність ревно виконувати будь-які, навіть самі навіжені накази свого фюрера.
Шернер був переконаним нацистом, сповідував ідеї нацизму з моменту їх зародження в Німеччині. Він не належав до числа аристократичних снобів і рафінованих генштабістів. Будучи вихідцем з дрібнобуржуазного середовища, Шернер плекав погано приховану ненависть до зарозумілих аристократів з генштабу, котрі завжди дивилися на таких, як він, зверхньо, з презирством, прикриваючи це поблажливістю. Погляди, переконання, пристрасті і забобони Шернера були добре відомі Гітлеру, який інтуїтивно відчував свою духовну спорідненість з цим генералом і на цьому ґрунті демонстрував до нього особливе відношення.
Шернер був найжорстокішим з гітлерівських фельдмаршалів, що нещадно і з однаковим завзяттям вішав і розстрілював за щонайменші порушення як рядових, так і офіцерів, до оберста включно. Він з рівною безжальністю поводився як зі своїми підлеглими, котрі не виявили належного, на його думку, бойового духу, так і з росіянами, яких він взагалі не вважав за людей. Ті методи війни, яких Шернер дотримувався при веденні бойових дій на Східному фронті, були не тільки аморальними, але й злочинними. Тим не менш, вони знаходили повне схвалення з боку Гітлера, всіляко заохочувалися нацистським керівництвом і оцінювалися ним як найбільш ефективні. Варто відмітити, що за допомогою таких своїх «методів» Шернер іноді вдавалося тимчасово досягати певних результатів, у той час, як інші домагалися набагато більших успіхів, не опускаючись до такого варварства, яким «прославився» Шернер.
Велика частина військової служби Шернера пройшла в гірсько-піхотних військах. Будучи молодшим офіцером, викликаним із запасу, він хоробро бився в рядах альпійських стрільців у роки Першої світової війни. Потім довгі роки тягнув армійську лямку в рейхсвері, не маючи будь-якої особливої перспективи зробити добру військову кар'єру. Така можливість перед ним відкрилася тільки з приходом до влади нацистів. На 23-му році офіцерської служби він отримав посаду командира полку, і за час Другої світової війни зробив феноменальну військову кар'єру, пройшовши за неповних 6 років шлях від нічим не примітного, звичайного оберста вермахту, яких в німецькій армії того часу були сотні, до генерал-фельдмаршала німецької армії, від командира полку — до головнокомандувача сухопутними військами Німеччини.
Як командир полку Шернер відзначився під час Польської кампанії 1939 року, потім як командир дивізії — в ході Балканської кампанії 1941 року і в Заполяр'ї (кінець 1941) під час війни проти Радянського Союзу. У 1942—1943 роках успішно командував корпусом в суворих умовах Крайньої Півночі. Широку популярність здобув наприкінці 1943 — початку 1944 років наполегливої обороною Нікопольського плацдарму на Дніпрі.
Бойові заслуги в Польщі, Греції, Заполяр'ї і на Дніпрі висунули Шернера в число найбільш відомих командирів спочатку дивізійної, а потім — корпусної і армійської ланки німецької армії, створили йому репутацію здібного і перспективного воєначальника, який представляв більш молоде покоління німецьких генералів. Неабиякою мірою цьому сприяли стійкість, мужність та особиста хоробрість Шернера (неодноразово брав участь навіть у рукопашних боях на Крайній Півночі, часто перебував на передовій, особисто керував оборонними боями окремих підрозділів тощо), не втрачав присутності духу в самих критичних ситуаціях. Але військові обдарування Шернера виявилися надмірно перебільшеними. Дивізія і корпус — це область тактики, і далеко не кожен командир дивізії або корпусу здатний керувати великими оперативно-стратегічними угрупованнями військ. Приблизно те ж саме відбулося і з Шернером, який, до того ж, ще й не мав і вищої військової освіти. Висунутий на посаду командувача групою армій (минаючи посаду командувача армією і маючи лише невеликий термін командування армійської групою), він нічим особливим себе не проявив, зазнавши цілий ряд жорстоких поразок від Червоної Армії (в Криму, Балтійських країнах, Польщі, Сілезії і Чехословаччини). Гучну популярність на цьому терені Шернер принесли лише драконівські заходи, за допомогою яких він прагнув відновити боєздатність своїх розгромлених армій і змусити їх за будь-яку ціну утримувати займані рубежі. Проте всі його зусилля виявилися марними. При цьому сам Шернер допустив ряд великих оперативних прорахунків, за які очолюваним ним військам довелося жорстоко розплачуватися.
Шернер проявив себе головним чином лише як воєначальник оборонного плану. Жодної великої наступальної операції за весь час війни йому провести не довелося. Проведені ж ним оборонні операції майже всі врешті-решт закінчилися нищівною поразкою німецьких військ. Винятком можуть служити лише відновлення Шернером фронту оборони на р.Дністер навесні 1944 року і на північному кордоні Чехословаччини навесні 1945 року. Але й тут головна заслуга належала не стільки йому, скільки збігом несприятливих для радянських військ обставин. Вичерпавши свої наступальні можливості в результаті проведення операцій на велику глибину, радянські війська самі були змушені переходити до оборони на досягнутих рубежах. Разом з тим, об'єктивності заради, не можна заперечувати і такий чинник, що оперативно-стратегічна обстановка, в якій доводилося діяти Шернеру на завершальному етапі війни, була вкрай несприятлива для Вермахту. Значну чисельну перевагу радянських військ, їх високу бойову майстерність і рішучість дій не залишали противнику майже ніяких шансів на сприятливий для нього результат оборонних боїв. До того ж, постійне втручання Гітлера в процес керівництва військами, його неодноразові відмови санкціювати цілком розумні пропозиції Шернера, на яких той у силу свого підлабузництва перед фюрером, як правило, не наполягав, також надавали вкрай негативний вплив на проведення оборонних операцій груп армій, які очолював Шернер. В таких умовах поразки від Червоної Армії терпіли і куди більш талановиті та досвідчені в порівнянні з Шернером гітлерівські полководці. І, нарешті, на бойовій репутації Шернера, крім патологічної жорстокості, лежить незмивною плямою його ганебне дезертирство з поста командувача групою армій «Центр» в останні дні війни. Кинувши сотні тисяч своїх підлеглих, які опинилися в безвихідному становищі, на милість переможців, він здійснив той же самий вчинок, за подібні свого часу Шернер нещадно карав чимало людей. Цим непристойним вчинком Шернер остаточно зганьбив своє ім'я і заслужив презирство колишніх товаришів по службі.

## Нагороди генерал-фельдмаршала Фердінанда Шернера
Перша світова війна
- Залізний Хрест 2-го класу (22 грудня 1914)
- Залізний Хрест 1-го класу (27 січня 1917)
- Хрест «За військові заслуги» (Австро-Угорщина) III ступеня з бойовою відзнакою (20 квітня 1916)
- Військовий орден «За заслуги» (Баварія) IV ступеня
  - з мечами (11 жовтня 1915)
  - з короною і мечами (24 жовтня 1917)
- Pour le Mérite (5 грудня 1917) — представлений Францом фон Еппом.
- Пам'ятний знак золотого весілля баварської королівської пари (20 лютого 1918)
- Срібний нагрудний знак «За поранення» (1918)
- Орден Заслуг (Чилі), офіцерський хрест (1933)
- Почесний хрест ветерана війни з мечами (1934)
- Медаль «За вислугу років у Вермахті» 4-го, 3-го і 2-го класу (за 18 років військової служби) (2 жовтня 1936) — отримав 3 нагороди одночасно.
- Командор ордену Корони Італії (2 серпня 1938)
- Медаль «У пам’ять 13 березня 1938 року» (8 листопада 1938)

Друга світова війна
- Пряжка до Залізного хреста 2-го класу (12 вересня 1939)
- Пряжка до Залізного хреста 1-го класу (20 вересня 1939)
- Великий офіцерський хрест ордена Святого Олександра 2-го класу з мечами (15 липня 1941) (Болгарія)
- орден Хреста Свободи I ступеня з Дубовим листям та мечами (Фінляндія) (1 липня 1942)
- Лицарський хрест Залізного хреста № 268 (20 квітня 1941)
  - Лицарський хрест Залізного хреста з Дубовим листям № 398 (17 лютого 1944)
  - Лицарський хрест Залізного хреста з Дубовим листям та Мечами № 93 (28 серпня 1944)
  -  Лицарський хрест Залізного хреста з Дубовим листям, мечами та діамантами № 23 (1 січня 1945)
- Медаль «За зимову кампанію на Сході 1941/42» (20 серпня 1942)
- Золотий партійний знак НСДАП (30 січня 1943)
- Нарукавна стрічка «Курляндія»
- 5 разів відмічений в доповіді Вермахтберіхт (18 лютого 1944, 30 листопада 1944, 1 січня 1945, 5 квітня 1945, 9 травня 1945)